# Diarthrophalloidea
Diarthrophalloidea Trägårdh, 1946 é uma superfamília monotípica de ácaros da ordem Mesostigmata. A superfamília é o único taxon da subcoorte Diarthrophalliae e inclui apenas a família Diarthrophallidae (22 géneros e 63 espécies). O táxon corresponde à antiga subordem Diarthrophallina.

## Taxonomia
A família Diarthrophallidae Trägårdh, 1946 (sinónimo taxonómico de Passalobiinae Schuster & Summers, 1978) inclui os seguintes géneros:
- Abrotarsala Schuster & Summers, 1978
- Acaridryas Schuster & Summers, 1978
- Atrema Schuster & Summers, 1978
- Boerihemia Haitlinger, 1995
- Brachytremella Trägårdh, 1946
- Brachytremelloides Womersley, 1961
- Diarthrophallus Trägårdh, 1946
- Eurysternodes Schuster & Summers, 1978
- Hyllosihemia Haitlinger, 1995
- Liranotus Schuster & Summers, 1978
- Lombardiniella Cooreman 1950
- Malasudis Schuster & Summers, 1978
- Minyplax Schuster & Summers, 1978
- Morvihemia Haitlinger, 1995
- Notoporus Schuster & Summers, 1978
- Paralana Schuster & Summers, 1978
- Passalana Womersley, 1961
- Passalobia Lombardini, 1926
- Passalobiella Schuster & Summers, 1978
- Polytrechna Schuster & Summers, 1978
- Tenuiplanta Schuster & Summers, 1978
- Troctognathus Schuster & Summers, 1978